# Juifs israéliens
- Ada Yonath
- Robert Aumann
- Natalie Portman
- Natan Sharansky
- Amos Oz
- Yossi Benayoun
- Shahar Peer

- Moshe Dayan
- Ilan Ramon
- David Ben Gourion
- Yitzhak Rabin
- Menachem Begin
- Golda Meir
- Ariel Sharon

- Yisrael Meir Lau
- Benyamin Netanyahu
- Aviv Geffen
- Dana International
- Eyal Golan
- Itzhak Perlman
- Ovadia Yosef

Les Juifs israéliens (hébreu : יהדות ישראל) constituent la population juive d'Israël tout au long de la période de la déclaration de l'État d'Israël et jusqu'à aujourd'hui. La population juive représente 72,1 % de la population d'Israël en décembre 2024 soit environ 7 230 200 personnes.
Les juifs habitant dans la région avant la création de l'État d'Israël sont connus en anglais comme Juifs palestiniens et en hébreu, sous forme en écriture latine, « HaYishuv Hayehudi Be'eretz Yisra'el » (la communauté juive en Terre d'Israël).
| Année | Population juive | Évolution |
| ----- | ---------------- | --------- |
| 2014  | 6 219 200        | —         |
| 2015  | 6 334 500        | + 1,85 %  |
| 2016  | 6 446 100        | + 1,76 %  |
| 2017  | 6 554 500        | + 1,68 %  |
| 2018  | 6 664 300        | + 1,68 %  |
| 2019  | 6 773 200        | + 1,63 %  |
| 2020  | 6 873 900        | + 1,49 %  |
| 2021  | 6 982 600        | + 1,58 %  |
| 2022  | 7 104 400        | + 1,74 %  |
| 2023  | 7 153 000        | + 0,68 %  |
| 2024  | 7 230 200        | + 1,08 %  |